# Mladinska pesem Evrovizije 2012
9. tekmovanje za Mladinsko Pesem Evrovizije je tekmovanje za Mladinsko pesem Evrovizije, ki je potekalo na Nizozemskem. Zmagala je Ukrajina.

## Nastopajoče države
| #  | Država      | Jezik    | Izvajalec                          | Skladba                           | Ang. prevod                | Uvrstitev | Točke |
| -- | ----------- | -------- | ---------------------------------- | --------------------------------- | -------------------------- | --------- | ----- |
| 01 | Belorusija  | Ruski    | Egor Zheshko                       | "A more-more" (А море-море)       | O sea, sea                 | 9         | 56    |
| 02 | Švedska     | Švedski  | Lova Sönnerbo                      | "Mitt mod"                        | My courage                 | 6         | 70    |
| 03 | Azerbajdžan | Angleški | Omar Sultanov and Suada Alekberova | "Girls and Boys (Dünya Sənindir)" | The world is yours         | 11        | 49    |
| 04 | Belgija     | Nemški   | Fabian                             | "Abracadabra"                     | —                          | 5         | 72    |
| 05 | Rusija      | Ruski    | Lerika                             | "Sensation"                       |                            | 4         | 88    |
| 06 | Izrael      | Angleški | Kids.il                            | "Let the Music Win"               | —                          | 8         | 68    |
| 07 | Albanija    | Albanski | Igzidora Gjeta                     | "Kam një këngë vetëm për ju"      | I have a song just for you | 12        | 35    |
| 08 | Armenija    | Angleški | Compass Band                       | "Sweetie Baby"                    | —                          | 3         | 98    |
| 09 | Ukrajina    | Angleški | Anastasiya Petryk                  | "Nebo" (Небо)                     | Sky                        | 1         | 138   |
| 10 | Gruzija     | Angleški | Funkids                            | "Funky Lemonade"                  | —                          | 2         | 103   |
| 11 | Moldavija   | Romunski | Denis Midone                       | "Toate vor fi"                    | All will be fine           | 10        | 52    |
| 12 | Nizozemska  | Nemški   | Femke Meines                       | "Tik Tak Tik"                     | Tick Tock Tick             | 7         | 69    |